# С друге стране Мјесеца
С друге стране Мјесеца је петнаести студијски албум хрватске групе Магазин. Албум су 2002. објавили Кроација рекордс и Тоника. Ово је четврти албум Магазина са Јеленом Розгом као главним вокалом.

## Позадина
Први концерт групе Магазин у СРЈ био је у Београду 2001. године. Исте године, изашле су компилације са песмама настале од 1997. до 2001. Компилација садржи песме Бол и Зар је љубав спала на то. Такође је био одржан концерт у Будви, у току 2001. године.
Група је требало да наступи на Дори 2002. године са песмом Ко ме зове, али се песма повукла и група је са том песмом наступила на Радијском фестивалу у Шибенику. Након тога наступио је на Мелодијама хрватског Јадрана '02. са песмом Не вјерујем ти, не вјерујем себи. Две године након албума Минус и плус, 2002. године, излази албум С друге стране Мјесеца. 

## О албуму
Албум је добио име по истоименој песми која је постигла значајан комерцијални успех. На албуму се налази 10 песама (односно 9, пошто на албуму постоје две верзије песме Дани су без броја). На албуму је био и дует: песма Дани су без броја са Есмом Реџеповом. Аутори већине песама су Вјекослава Хуљић и Тончи Хуљић. Нено Нинчевић је написао текст за песму Откад сам без тебе, док је Добрица Васић учествовао у песми Дани без броја. Продуцент скоро свих песама је Федор Боић (осим песме Са друге стране месеца Ремија Казинотија и песме Дани су без броја у продукцији Никше Братоша). Продуцент албума је Федор Боић, а супервизор Тончи Хуљић. Албум је сниман у три различита студија: студију Томислава Мрдуљаша у Сплиту, студију Кроација рекордса и студију Рококо. Албум је звучно кохезиван и преовлађује поп звук.  Албум је издао City Records за простор СРЈ.
До априла 2003. године је био продат у 15.075 примерака, а два месеца касније у 15.975 примерака.

## Комерцијални успех
Као и претходни албум, С друге стране мјесеца је постигао значајан комерцијални успех. На албуму су се нашли бројни хитови: насловна нумера, Не верујем ти, Не верујем себи, Дани су без броја, Ко ме зове и Пророк.
Овај албум је такође био промовисан у Београду.

## Списак песама
Аутор(и) свих текстова: Вјекослава Хуљић, аутор(и) свих песама: Тончи Хуљић.
| №   | Назив                                  | Трајање |  |
| 1.  | С друге стране мјесеца                 | 4:13    |  |
| 2.  | Не вјерујем теби, не вјерујем себи     | 4:37    |  |
| 3.  | Дани су без броја (са Есмом Реџеповом) | 4:03    |  |
| 4.  | Ко ме зове                             | 3:30    |  |
| 5.  | Пророк                                 | 4:09    |  |
| 6.  | Умрит ил' живит                        | 4:10    |  |
| 7.  | Овиси о теби                           | 3:47    |  |
| 8.  | Хајде реци како                        | 3:31    |  |
| 9.  | Откада сам без тебе                    | 4:04    |  |
| 10. | Дани су без броја (верзија 2)          | 4:20    |  |

## Пријем
Вечерњи лист је писао да је напор уложен у графички дизајн приметљив, као и да је задржана подела на поскочице и тужбалице.

## Плагијати
- Ко ме зове - Survivor (Дестинис чајлд)[13]
- Дани су без броја (друга верзија)[14] - Апокалипсо (Дарко Рундек)[15]